# Campanu
Se conoce como campanu al primer salmón que se pesca en los ríos asturianos y cántabros. La campaña comienza el primer domingo de abril en Cantabria y el tercero en Asturias. En general, se usa esa denominación para el primer salmón de cada uno de los ríos, pero el que recibe el mayor protagonismo es el primero que se pesca en la temporada, sea del río que sea. La excepcionalidad del campanu hace que su subasta pública alcance precios de venta muy elevados.
Se le conoce con este peculiar nombre dado que hace años cuando se pescaba el primer salmón todas las iglesias hacían repicar sus campanas para dar a conocer el hecho.

## Lista de campanos cántabros

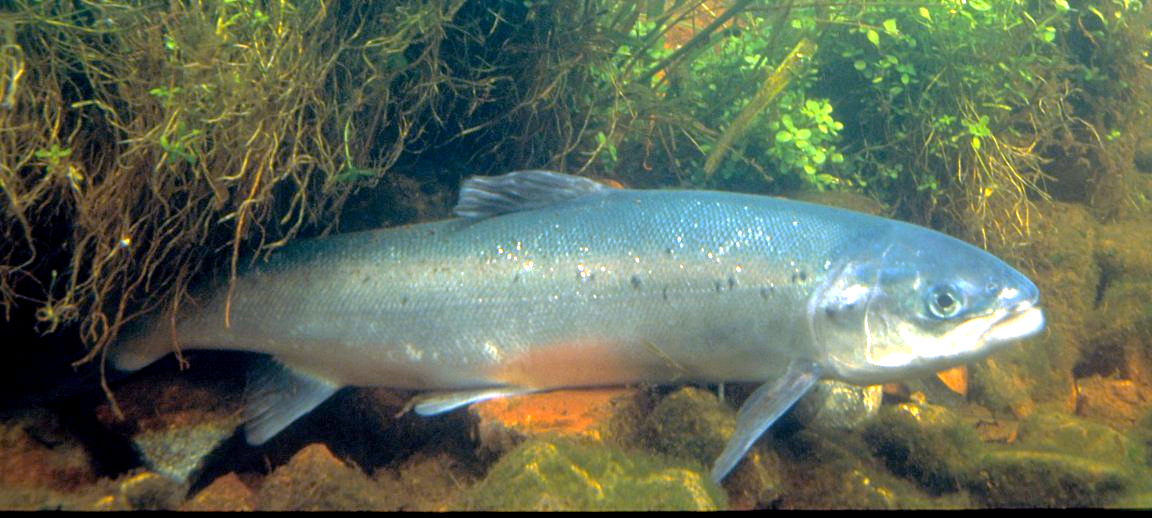
Salmón común o salmón del Atlántico, Salmo salar o Salmo salar sebago, es la especie que habita las costas y ríos Cantábricos.

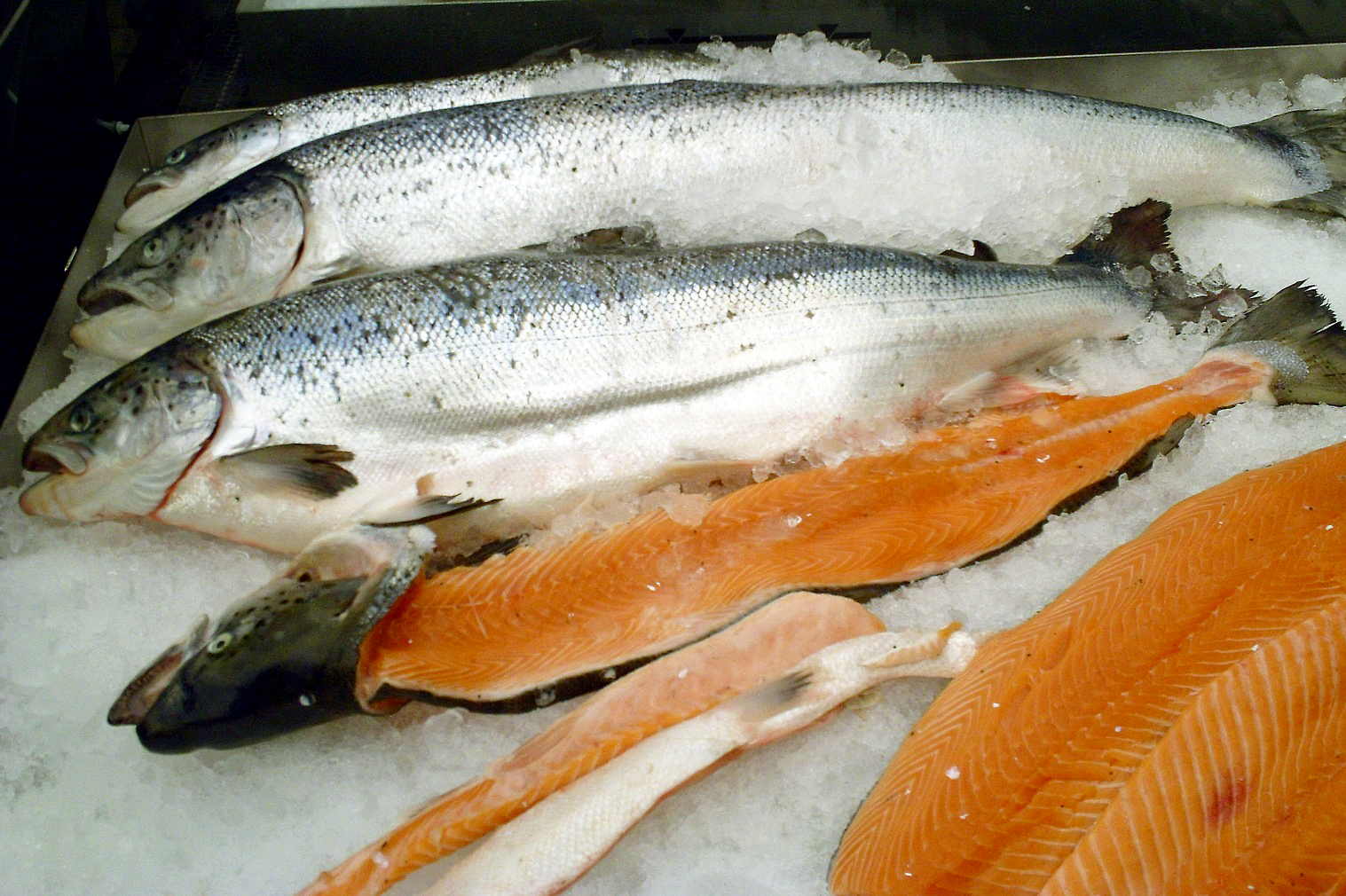
Desde 2002, la legislación prohíbe la comercialización de la pesca continental, pero tanto Cantabria como Asturias cuentan una enmienda que permite la venta del campanu y del primer salmón que se pesque en cada cuenca de los ríos.

## Lista decampanosasturianos

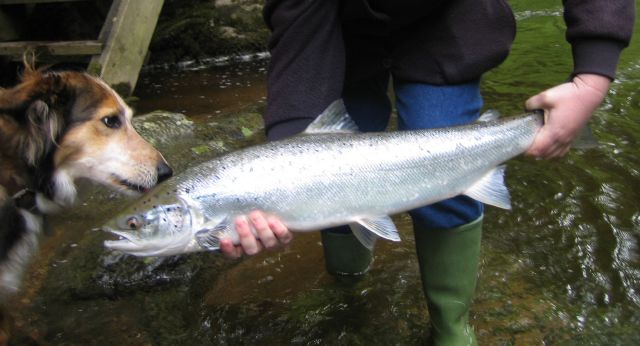
Un pescador a punto de devolver un salmón al río. En Asturias, a partir de 2010 se impone una época de pesca sin muerte, por lo que el campanu no será ya el primer salmón que se pesque, sino el primero al que se dé muerte.

| Año  | Río    | Coto                | Peso (kg) | Pescador                      | Precio                    |
| 2022 | Narcea | El Güeyu            | 6,730     | Carlos Álvarez Suárez         | 13.200 €                  |
| 2021 | Eo     | La Volta            | 5,150     | Gonzalo Fdez Suárez           | 10.300 €                  |
| 2020 | Narcea | El Güeyu            | 5,305     | Iñigo Fernández               | 2.000 €                   |
| 2019 | Cares  | El Tilo             | 5,000     | Fernando López Castro         | 10.000 €                  |
| 2018 | Sella  | El Arcu             | 7,190     | Juan Antonio González         | 11.900 €                  |
| 2017 | Eo     | Pozo Los Cables     | 5,790     | Alejandro Pérez               | 9.500 €                   |
| 2016 | Eo     | La Volta            | 4,100     | Guillermo Maraño              | 3.700 €                   |
| 2015 | Sella  | Llaos               | 5,850     | Jorge Moreno                  | 5.500 €                   |
| 2014 | Cares  | El Tilo             | 4,700     | Íñigo Justo Fernández         | 5.500 €                   |
| 2013 | Sella  | La Masona           | 8,850     | Francisco Vega                | 6.700 €                   |
| 2012 | Narcea | Pozo Los Kiwis      | 6,700     | Enrique García                | 6.000 €                   |
| 2011 | Esva   | ¿?                  | 5,800     | Alberto Fernández             | Subasta anulada           |
| 2010 | Narcea | Pozo El Fabeiro     | 6,200     | Bernardo Velázquez            | 10.000 €                  |
| 2009 | Narcea | Pozo de Quinzanas   | 8,500     | Gonzalo Álvarez               | 8.500 €                   |
| 2008 | Narcea | Pozo de Quinzanas   | 4,930     | Isaías Rebordinos             | 14.500 €                  |
| 2007 | Narcea | La Bouza            | 4,400     | Luis Miguel García            | 18.000 €                  |
| 2006 | Eo     | La Volta            | 3,700     | Paulino Fervienza             | 12.000 €                  |
| 2005 | Eo     | La Pena             | 5,000     | José Manuel Mori              | 13.200 €                  |
| 2004 | Eo     | Pedrido             | 6,900     | Miguel Ángel Castro           | 12.000 €                  |
| 2003 | Cares  | Rubena              | 3,200     | Iván Nogueira                 | -                         |
| 2002 | Cares  | La Encina           | 4,800     | Paulina Félix Viejo Fernández | 2.404 €                   |
| 2001 | Narcea | Puente de Quinzanas | 9,500     | Carlos Sepúlveda              | 1.700.000 ptas (10.200 €) |
| 1989 | Sella  | -                   | 6,675     | José Grancisco García         | -                         |

## Lista decampanoscántabros[7]
| Año  | Río   | Coto                                       | Peso (kg) | Pescador                   | Precio                 |
| 2025 | Pas   | Pozo La Central                            | 7,390     | Nekane Arias Da Silva      | 7.100 €                |
| 2024 | Pas   | Coto de Güedes                             | 5,380     | Enrique Corsini            | 8.400 €                |
| 2023 | Pas   | La Tablilla                                | 3,800     | José Armando Devesa Piñera | 4.000 €                |
| 2022 | Pas   | Pozo Escuelas                              | 7,260     | Miguel Ángel Pereda Gómez  | 8.100 €                |
| 2021 | Pas   | Pozo La Central                            | 4,100     | Ramón Saiz Bustillo        | No vendido             |
| 2020 | Asón  | Pozo La Hayuela                            | 3,570     | Bernabé Ortiz              | No vendido             |
| 2019 | Pas   | Coto de Güedes                             | 4,600     | Unai Osante                | 2.500 €                |
| 2018 | Pas   | Coto de Puente Viesgo                      | 5,240     | Rogelio González           | 2.400 €                |
| 2015 | Pas   | Coto de Güedes                             | 3,100     | Manuel Moya                | 3.000 €                |
| 2014 | Deva  | Coto de El Matadero                        | 3,800     | Jesús Giraldo              | -                      |
| 2013 | Pas   | Coto de Puente Viesgo                      | 4,750     | Serafín Mirones            | 2.200 €                |
| 2012 | Asón  | Zona libre de Pozo de pasada de los carros | 3,950     | Amador Sarabia             | 2.100 €                |
| 2011 | Asón  | Zona libre de Gibaja                       | 5,000     | David Ortiz Maza           | No vendido             |
| 2010 | Asón  | Zona libre de La Llanilla                  | 3,800     | Francisco Javier Fernández | No vendido             |
| 2009 | Nansa | Coto de Béjar                              | 5,470     | Roberto Gutiérrez          | 2.500 €                |
| 2008 | Asón  | Coto de Batuerto                           | 7,740     | José María Otero Cano      | 1.500 €                |
| 2007 | Asón  | Coto de Batuerto                           | 3,840     | Felipe Marcos              | Prohibido              |
| 2006 | Asón  | Coto de Berezosas                          | 4,630     | Jesús Ángel Soler          | Prohibido              |
| 2005 | Asón  | Zona libre de Ampuero                      | 4,650     | -                          | Prohibido              |
| 2004 | Pas   | Coto de Covanchón                          | 4,800     | -                          | Prohibido              |
| 2003 | Pas   | Coto de Güedes                             | 3,600     | -                          | Prohibido              |
| 2002 | Nansa | Coto de Ángeles                            | 6,900     | -                          | Prohibido              |
| 2001 | Pas   | Zona libre de Renedo                       | 5,000     | Roberto Gutiérrez          | Prohibido              |
| 2000 | Nansa | Coto de Olios                              | 5,450     | -                          | Prohibido              |
| 1999 | Pas   | Coto de Puente Viesgo                      | 5,300     | -                          | -                      |
| 1998 | Asón  | Coto de Batuerto                           | 3,550     | -                          | -                      |
| 1997 | Deva  | Zona libre de Estragüeña                   | 4,700     | -                          | -                      |
| 1996 | Asón  | Zona libre de Udalla                       | 3,600     | -                          | -                      |
| 1995 | Nansa | Coto de Olios                              | 5,600     | -                          | -                      |
| 1994 | Pas   | Coto de Güedes                             | 4,000     | -                          | -                      |
| 1993 | Asón  | Coto de Batuerto                           | 8,000     | -                          | -                      |
| 1992 | Asón  | Zona libre de Ampuero                      | 4,300     | -                          | -                      |
| 1991 | Pas   | Coto de Güedes                             | 8,000     | José Álvarez Sánchez       | 180.000 ptas (1.082 €) |
| 1990 | Asón  | Zona libre de Ramales                      | 3,540     | -                          | -                      |
| 1989 | Nansa | Coto de Béjar                              | 6,700     | -                          | -                      |
| 1988 | Pas   | Zona libre de Vargas                       | 8,250     | -                          | -                      |
| 1987 | Pas   | Coto del Castañalón                        | 5,000     | -                          | -                      |
| 1986 | Asón  | Coto de Batuerto                           | 4,700     | -                          | -                      |